# Конституция Таиланда
Конституция Таиланда (тайск. รัฐธรรมนูญแห่งราชอาณาจักรไทย) — основной закон Королевства Таиланд.
Старая Конституция была принята 10 декабря 1932 года.
Новая Конституция была подписана королём 24 августа 2007 года. В соответствии с Конституцией монархия получила повышенные полномочия и власть. Конституция закрепляла положение о том, что верховная (суверенная) власть отныне принадлежит гражданам Сиама.
Согласно Конституции, непосредственным аппаратом власти в государстве является монархия. Принятие Конституции законодательно зафиксировало падение абсолютной монархии в Таиланде.
Действующая конституция Таиланда принята на Всенародном конституционном референдуме 7 августа 2016 года.
Всего в Сиаме и Таиланде было принято 20 конституционных актов (конституций, хартий):
1. Временная конституция Королевства Сиам 1932 года
2. Конституция Королевства Сиам 1932 года
3. Конституция Королевства Таиланд 1946 года
4. Конституция Королевства Таиланд (промежуточный период) 1947 года
5. Конституция Королевства Таиланд 1949 года
6. Конституция Королевства Таиланд 1932 года (пересмотренная в 1952 году)
7. Хартия администрации Королевства 1959 года
8. Конституция Королевства Таиланд 1968 года
9. Временная хартия по управлению королевством 1972 года
10. Конституция для управления Королевством 1974 года
11. Конституция для управлении Королевством 1976 года
12. Хартия администрации Королевства 1977 года
13. Конституция Королевства Таиланд 1978 года
14. Хартия администрации Королевства 1991 года
15. Конституция Королевства Таиланд 1991 года
16. Конституция Королевства Таиланд 1997 года
17. Конституция Королевства Таиланд (на переходный период) 2006 года
18. Конституция Королевства Таиланд 2007 года
19. Конституция Королевства Таиланд (на переходный период) 2014 года
20. Конституция Королевства Таиланд 2017 года